# Jesús Posada Cacho
Jesús Posada Cacho   (Sòria, 8 d'abril de 1910 - Madrid, 9 d'octubre de 1981) va ser un polític, advocat i inspector de treball espanyol, alcalde de Soria, procurador en les Corts franquistes i governador civil en diverses províncies durant la dictadura.

## Biografia
Nascut a Sòria el 8 d'abril de 1910, va combatre en el bàndol revoltat dins de les milícies de FET y de las JONS durant la Guerra Civil. Alcalde de Sòria, va exercir en aquesta qualitat en la i legislatura de les Corts franquistes. Tornaria a les Corts franquistes en qualitat de conseller nacional de FET y de las JONS i en representació de l'Organització Sindical.
Va ser cap provincial de FET y de las JONS a Ávila, Sòria i Burgos.
Governador civil de la província de Sòria entre 1946 i 1952, i de la província de Burgos entre 1952 i 1956, en 1956 va ser nomenat com a governador civil de la província de València, i va conservar el càrrec fins 1962.
Suprimida la Direcció General d'Empleu dirigida per Juan Miguel Villar Mir, fou posat al capdavant de la Direcció General de Treball, de nova creació, que va ocupar entre 1967 i 1969.
Va morir a Madrid el 9 d'octubre de 1981.
Va ser pare del polític del Partit Popular Jesús Posada Moreno.

## Reconeixements
- Gran Creu de l'Orde de Cisneros (1960)[17]
- Gran Creu de l'Orde Imperial del Jou i les Fletxes (1962)[18]
- Medalla d'Or de la Província de València (1962)[12][19]
- Medalla al Mèrit en el Treball (1964)[20]